# Sébastien Roques
Sébastien Roques, né le 15 mai 1973 à Draguignan (Var), est un entraîneur français de football.
Il est actuellement Directeur Général du Saint-Denis Football Club à La Réunion.

## Carrière

### Entraîneur amateur en France
Sébastien Roques commença sa carrière d'entraîneur avec les U13 pré-honneur du CEDAC de Cimiez en 1997 ; il entraîne d'ailleurs Hugo Lloris, futur capitaine de la sélection nationale française.
L'année suivante, il prend la direction de Villefranche-sur-Mer, en étant responsable des moins de 17 ans. L'année suivante, il entraîne les  moins de 19 ans.
Le technicien azuréen prend ensuite la direction du FC Antibes, où il entraîne les moins de 20 ans, et obtient son premier titre de champion départemental, ainsi que de bons parcours en coupe Côte d'Azur. Il récidivera l'année d après, et obtiendra un titre honorifique de vice-champion de la Ligue de la Méditerranée.
Les trois saisons suivantes, Sébastien Roques est entraîneur au Stade Laurentin Football. Alors qu'il est sur le point de s'engager avec l'AS Cannes, il prend la direction du FC Mougins. La collaboration avec le club azuréen cessera en avril 2011, malgré une troisième place en championnat.

### Consultant
En parallèle, il est consultant pour des académies de football canadiennes, et responsable de stages techniques pour ces joueurs nord-américains.
Il fut responsable technique des stages d été Emmanuel Petit - Mickaël Madar organisés au stade du Fort Carré à Antibes.

### Entraîneur en Lituanie
En juin 2012, Sébastien Roques est approché par les dirigeants du FK Atlantas Klaipėda. Après une visite des installations et une première prise de contact avec les joueurs, Sébastien accepte le challenge et signe son premier contrat UEFA.
Il est le premier entraîneur français à s'engager dans le championnat lituanien et le premier étranger de l'histoire de l'atlantas. Après une défaite sur la pelouse du zalgiris vilnius, il obtient avec son équipe, une première victoire le 28 juillet 2012 à domicile face au dainava alytus (2-1).
Alors que son équipe possédait 14 points de retards sur le premier non relégable à sa prise de fonction, le fk atlantas obtiendra tout de même son maintien en 16 matchs avec un retour spectaculaire . À la fin de la saison, le fk atlantas était en outre toujours qualifié pour les 1/2 finales de la coupe nationale de Lituanie (compétition se jouant sur deux saisons).
Son bilan avec l'Atlantas aura été plus que positif avec 12 victoires, 4 nuls et 8 défaites pour 24 matchs joués.
À la fin de la saison, et malgré des offres venant de clubs Grecs et Croates, Sébastien décide de rester en Lituanie en signant chez le 4e de la saison précédente, le FK Kruoja Pakruojis,. Cette expérience tourne court à cause de la mise en liquidation judiciaire du club qui pousse le club à mettre fin à plusieurs contrats, dont celui du coach Roques.
Son (court) bilan avec Kruoja : 4 victoires et une défaite pour 5 matchs joués.

### Entraîneur au Cameroun
Après une expérience de consultant en Thaïlande, Sébastien Roques s'engage en janvier 2014 avec l'Union Douala, club du Cameroun qualifié pour la Coupe de la confédération. Il quitte le club après 17 journées en le laissant à la 8e place avec 19 points.
Il rejoint dans la foulée le populaire club du Canon de Yaoundé alors 16e. L'expérience tournera court et il quittera le club le 17 septembre 2014 après avoir assuré le maintien du club légendaire , tout en fustigeant le fonctionnement du club 3 fois champion d'Afrique .

### Entraîneur en Thaïlande
Fin 2014, Sébastien Roques est approché par le JW-Police Football Club,  club de Regional League Division 2 Central & Western region, et s'y engage le 16 janvier 2015. Après une première saison positive , il s'engage le 2 janvier 2016 pour la nouvelle franchise Internazionale Pattaya FC.
Après seulement 5 mois et en dépit d'une place de leader et d'un beau parcours en Toyota cup , à la suite des difficultés financières que rencontre l'Internazionale Pattaya FC, Sébastien quitte son poste . L'équipe sera mise en liquidation quelques semaines plus tard en avril 2016.

### Retour en France
Après quelques mois de réflexion, Sébastien Roques décide de revenir dans sa région natale et signe avec les U19 Nationaux de l'AS Cannes, et dirige ses premiers entraînements sous les yeux de son nouveau président, l'ancien international Johan Micoud, et de Luis Fernandez.
Après une saison compliquée à la suite de la fermeture du centre de formation du club et malgré une proposition de prolongation de contrat il décide de quitter le club.

### De nouveau en Thaïlande
C'est dans ce contexte que Sébastien accepte la proposition du club de Hua Hin City FC, club de la station balnéaire de Hua Hin, qui évolue en Eurocake League, troisième  échelon du Championnat de Thaïlande de football,.
Un an plus tard, il rejoint le club de première division du Championnat de Thaïlande de football, le Ratchaburi Mitr Phol Football Club en qualité d'adjoint à la charge des attaquants . Il y côtoie les joueurs professionnels tels que Yannick Boli et Steeven Langil et intègre un staff comportant entre autres l'ex-international français Stéphane Porato. Cette année, le Ratchaburi arrive en finale de Coupe de Thaïlande de football.
C'est à ce moment que le PSG décide d'installer sa première académie de football en Thaïlande et d'y nommer Sébastien en qualité de Directeur Technique . De 2019 à 2023, il y créé 8 centres (5 à Bangkok, 1 à Phuket, 1 à Hua Hin et 1 à Samui) regroupant plus de 800 joueurs avant la Crise  Covid-19. La création d'une section Pro Élite permettra de nombreux titres en jeunes et l'éclosion de plusieurs internationaux.

### Expérience àLa Réunion
Avec des envies de nouveauté et retrouver son pays, Sébastien s'envole pour l'île de La Réunion et est nommé Directeur Général du Saint-Denis Football Club pour la saison 2023-2024. Durant cette saison, le club remportera le Trophée des Champions 2023 de La Réunion  et la  Coupe Régionale donnant accès au 32ème de finale de la  Coupe de France.